# Фролова, Евгения Исаевна
Евге́ния Иса́евна Фроло́ва (23 февраля 1927, Одесса — 4 апреля 2020, Санкт-Петербург) — советский и российский журналист, писатель.

## Биография
Евгения Фролова (фамилия до замужества — Беневич) — журналист, член Союза российских писателей и Союза журналистов России.
Родилась 23 февраля 1927 года в г. Одесса. Отец — экономист, градостроитель, мать — врач, психиатр. В 1933 году семья переехала в Москву, а в 1935-м обосновалась в Ленинграде.
Евгения Беневич рано проявила склонность к журналистике: когда её не выбрали в редакцию классной стенгазеты, она решила выпускать дома свою газету под названием «Веселый писк». В ней принимали участие и взрослые — сослуживцы отца, друзья, соседи.
К началу Великой Отечественной войны Евгения окончила 6-й класс и вместе со школой № 182 и другими детскими учреждениями тогдашнего Дзержинского района была 4 июля 1941 года эвакуирована из Ленинграда. На ж/д станции Лычково поезд подвергся вражеской бомбардировке, много детей и некоторые взрослые погибли.
Из детского дома девочку забрала в г. Молотов (ныне Пермь) её эвакуированная из Москвы тетка. Осенью 1942 года туда приехала из блокадного Ленинграда мать, которая как военный врач работала в лагере для военнопленных. Здесь, в Молотовской области, Евгения начала работать как журналист в многотиражной газете каменноугольной шахты.
Весной 1945 года, вернувшись вместе с матерью в Ленинград, Евгения окончила школу и в 1946 г. поступила на отделение журналистики филологического факультета Ленинградского Университета. Сотрудничала в факультетской газете и на Ленинградском радио.
В 1948 году она соединила свою судьбу с будущим писателем Вадимом Фроловым и вместе с ним, по окончании Университета, уехала в г. Иркутск, где стала редактором в книжном издательстве, потом литературным секретарем областной газеты. В феврале 1952 года у них родились двойняшки; сейчас Мария — художественный руководитель Дома культуры ВОГ, Александр — Александр Фролов известный Петербургский поэт. Через три года Фроловы, не найдя работы в Ленинграде, уехали в Велики Луки, где Евгения нашла место в областном радиокомитете.
В середине 50-х гг. Фроловы возвратились в Ленинград. Евгения стала внештатным корреспондентом газеты «Смена» и детской и молодёжной редакций Ленинградского радио. С 1963 года Е.Фролова — заведующая отделом многотиражной газеты Электронного Объединения «Светлана». Вместе с поэтом Натальей Грудининой руководила литературным объединением и участвовала в выпуске поэтического сборника «Моя Светлана» и книги об истории завода «Светлана».
После 1972 года и до ухода на пенсию работала в промышленной редакции Ленинградского радиовещания.
С 1951 и по 1990-е годы Евгенией Фроловой опубликованы многочисленные газетные и журнальные очерки, фельетоны, публицистические статьи, рецензии. Стоит отметить те из них, что вызвали особый резонанс: «Два взгляда на искусство» — о достопамятной выставке художников в Московском Манеже, «Второе лицо» — о подлеце и доносчике с партийным билетом, судебные очерки «Топор над головой» и «Урок жестокости».
Из публицистики последнего времени наибольший интерес вызвали статьи «Эксгумация истины» («Нева» № 2 1999) и «Через три дня после Победы» («30 октября», газета Об-ва «Мемориал» № 35 2003). Кроме того, Е. Фролова публиковала рассказы и очерки в США (в русском журнале «Вестник») и в Чехии (журнал «Пражские огни»). В соавторстве с Вадимом Фроловым написала исторический роман «Вечная Кара».
Часть опубликованных ранее историко-публицистических очерков Евгении Фроловой составили сборник «Осмысление судьбы», изданный в 2011 г. В том же году издана документальная повесть Е. Фроловой «Гибель идеалистов». Готов к изданию большой очерк «Уход в небытие», посвящённый эсерам-эмигрантам.
Скончалась 4 апреля 2020 г.
Похоронена вместе с Вадимом Фроловым на Волковском православном кладбище Санкт-Петербурга.

## Сочинения
- «Об интегральном социализме»: Из выступления И. И. Калюжного на пражской конференции эсеров в 1931 года // Факты и версии. — Вып.3. — СПб., 2002. — С.80 — 88.
- Переплетение судеб. Жизнь и смерть Ивана Калюжного // Пражские огни. — 2003. — № 2. — 2003. — С.25 — 26.
- Осмысление судьбы // Клио. — 2004. — № 4. — С.239 — 243. О Брешковской.
- Екатерина Константиновна Брешко-Брешковская. К 150-летию со дня рождения // Вопросы истории. — 2004. — № 8. — С.70 — 82.
- Бабушка русской революции // Ежегодник Общества братьев Чапек. — СПб., 2005. — С.50 — 54.
- Судьба эсера В. Г. Архангельского // Вопросы истории. — 2005. — № 8. — С.145 — 147.
- Административный центр эмигрантского Внепартийного объединение и Кронштадтское восстание 1921 года // Вопросы истории. — 2007. — № 9. — С.33 — 49.
- Если любишь Россию…" Егор Егорович Лазарев // Звезда. — 2007. — № 7. — С.138 — 156.
- Иноходец // Звезда. — 2008. — № 10. — С.138 — 152. О Савинкове.
- Борис Савинков. Террор как трагедия // Вопросы истории. — 2009. — № 3. — С.81 — 99.
- Гибель идеалистов. СПб, 2011.
- Осмысление судьбы. СПб., 2011.
- Фролова Е. И. Какое время — такая жизнь…: автобиографическое, публицистическое и откровенное повествование. СПб.: Нестор-История, 2018. 292 с.